# Sydney McLaughlin
Sydney McLaughlin   (New Brunswick, 7 d'agost de 1999) és una atleta estatunidenca especialitzada en la prova dels 400 metres tanques. Ha participat en 3 Olimpíades, guanyant 4 medalles d'or en les proves dels 400m tanques i el 4x400m relleus. És l'atleta més guardonada en la història de la prova dels 400m tanques dels Jocs Olímpics. A més, ha guanyat 4 medalles (3 d'or) als Campionats del Món.
És la plusmarquista mundial actual dels 400 metres tanques, amb un temps de 50.37 segons, aconseguit el 8 d'agost de 2024 en la final de la prova als Jocs Olímpics de París. També té el rècord continental dels 4x400m relleus, aconseguit formant part de l'equip dels Estats Units en la final de prova als Jocs Olímpics de París, amb un temps de 3:15.27 minuts.

## Marques personals
| Disciplina     | Marca      | Seu         | Data                |
| -------------- | ---------- | ----------- | ------------------- |
| 400m tanques   | 50.37 WR   | París       | 8 d'agost de 2024   |
| 400m llisos    | 48.74      | Eugene      | 8 de juliol de 2023 |
| 4x400m relleus | 3:15.27 AR | París       | 10 d'agost de 2024  |
| 200m llisos    | 22.07      | Los Angeles | 18 de maig de 2024  |

## Trajectòria professional
| Jocs Olímpics     | Jocs Olímpics  | Jocs Olímpics | Jocs Olímpics  |
| Any               | Seu            | Posició       | Prova          |
| ----------------- | -------------- | ------------- | -------------- |
| 2016              | Rio de Janeiro | 17a posició   | 400m tanques   |
| 2020              | Tòquio         | 1             | 400m tanques   |
| 2020              | Tòquio         | 1             | 4x400m relleus |
| 2024              | París          | 1             | 400m tanques   |
| 2024              | París          | 1             | 4x400m relleus |
| Campionat del Món |                |               |                |
| 2019              | Doha           | 2             | 400m tanques   |
| 2019              | Doha           | 1             | 4x400m relleus |
| 2022              | Eugene         | 1             | 400m tanques   |
| 2022              | Eugene         | 1             | 4x400m relleus |